# Mundtørhed
Mundtørhed eller Xerostomi af det græske ξηρός xeros, der betyder "tør", og στόμα stoma, der betyder "mund". Xerostomi kan være en sygdom eller et symptom.

## Ramte
Xerostomi er en lidelse, som ca. 10 pct. af befolkningen lider af. Hyppigheden er mindst i de yngre årgange og anslås til ca. 20 pct. i aldersgruppen 70+. Mundtørhed i form af tørre, sarte og vulnerable slimhinder ses ofte hos følgende:
- Patienter med Sjøgrens syndrom.
- Patienter med sukkersyge.
- Patienter i kemoterapi og strålebehandling .
- Ældre, medicinerede patienter.
- Protesepatienter med svamp.
- Cigaret- og cannabis-rygere.
- Brugere af visse stoffer (eksempelvis methamphetamine) og kokain.[3]

## Behandling
En god mundhygiejne er vigtig for at undgå huller i tænderne. F.eks. brug af tandstikkere/ tandtråd samt der til den daglige tandbørstning kan anbefales elektrisk tandbørste. Brug tandpasta med fluor og endvidere anbefales tandbørstning til også at ske både før og efter måltiderne. 
Herudover kan forsøges tiltag, der kan forøge spytsekretionen eller man kan supplere med mundskyllevæske med klorhexidin til at fugte slimhinderne. Visse typer mundskyllevæsker kan dog misfarve tænderne efter længere tids brug. Protesebærere kan suge syrlige pastiller og patienter med egne tænder kan suge sukkerfrie syrlige pastiller tilsat fluor fx Xerodent – en sukkerfri sugetablet, der fås på apoteket.

### Spytprodukter
Drik vand eller drik ”kunstigt spyt”, som laves af: 1 del vand, 1 del glycerin og citron-dråber efter smag. Skyl munden efter behov og synk eller spyt ud bagefter. Har man protese tages den ud før man skyller. 
Af andre kunstige spytprodukter kan nævnes: Spytstimulerende tygge- og sugetabletter, sukkerfrit tyggegummi, fluortyggegummi, spray og gelé, der er godt under proteser.